# بيتي سيمز
بيتي سيمز (بالإنجليزية: Betty Sims)‏ هو سياسي أمريكي، ولد في 15 ديسمبر 1935، وتوفي في 21 أغسطس 2016.